# ليو فيلان
ليو فيلان (بالإنجليزية: Lew Phelan)‏ هو لاعب كرة قاعدة أمريكي، ولد في 1864 في سانت لويس في الولايات المتحدة، وتوفي في 2 نوفمبر 1933 في لوس أنجلوس في الولايات المتحدة.